# Cusick, Washington
Cusick är en kommun (town) i Pend Oreille County i delstaten Washington i USA. Orten har fått namn efter bosättaren Joe Cusick. Vid 2010 års folkräkning hade Cusick 207 invånare.